# Campionati europei di nuoto 2012 - 800 metri stile libero femminili
La gara degli 800 metri stile libero femminili degli Europei 2012 si è svolta il 23 e 24 maggio 2012 e vi hanno partecipato 15 atlete. Le batterie si sono svolte il 23 e la finale nel pomeriggio del giorno successivo.

## Podio
| Pos.    | Atleta         | Nazione  |
| ------- | -------------- | -------- |
| Oro     | Boglárka Kapás | Ungheria |
| Argento | Coralie Balmy  | Francia  |
| Bronzo  | Éva Risztov    | Ungheria |

## Record
Prima della manifestazione il record del mondo (RM), il record europeo (EU) e il record dei campionati (RC) erano i seguenti.
| Record mondiale       | 8'14"10 | Rebecca Adlington | 16 agosto 2008 Pechino |
| Record europeo        | 8'14"10 | Rebecca Adlington | 16 agosto 2008 Pechino |
| Record dei campionati | 8'19"29 | Laure Manaudou    | 2 agosto 2006 Budapest |

## Risultati

### Batterie
| Pos. | Atleta                   | Nazionalità   | Tempo   | Batteria | Corsia | Note |
| ---- | ------------------------ | ------------- | ------- | -------- | ------ | ---- |
| 1    | Coralie Balmy            | Francia       | 8'32"45 | 1        | 5      | Q    |
| 2    | Éva Risztov              | Ungheria      | 8'33"44 | 2        | 5      | Q    |
| 3    | Melanie Costa Schmid     | Spagna        | 8'34"00 | 2        | 3      | Q    |
| 4    | Erika Villaécija García  | Spagna        | 8'36"07 | 1        | 4      | Q    |
| 5    | Boglárka Kapás           | Ungheria      | 8'36"18 | 2        | 4      | Q    |
| 6    | Camelia Potec            | Romania       | 8'37"05 | 1        | 3      | Q    |
| 7    | Julia Hassler            | Liechtenstein | 8'40"38 | 1        | 7      | Q    |
| 8    | Martina De Memme         | Italia        | 8'41"46 | 2        | 2      | Q    |
| 9    | Alessia Filippi          | Italia        | 8'41"51 | 2        | 6      |      |
| 10   | Isabelle Härle           | Germania      | 8'43"00 | 1        | 6      |      |
| 11   | Spela Bohinc             | Slovenia      | 8'52"22 | 2        | 1      |      |
| 12   | Nina Dittrich            | Austria       | 8'55"23 | 1        | 2      |      |
| 13   | Donata Kilijanska        | Polonia       | 8'56"77 | 2        | 7      |      |
| 14   | Sigrún Brá Sverrisdóttir | Islanda       | 9'16"50 | 2        | 8      |      |
| 15   | Cecilia Eysturdal        | Fær Øer       | 9'40"31 | 1        | 8      |      |
| -    | Theodora Giareni         | Grecia        | -       | 1        | 1      | DNS  |

### Finale
| Pos.    | Atleta                  | Nazionalità   | Tempo   | Corsia | Note |
| ------- | ----------------------- | ------------- | ------- | ------ | ---- |
| Oro     | Boglárka Kapás          | Ungheria      | 8'26"49 | 2      |      |
| Argento | Coralie Balmy           | Francia       | 8'27"79 | 4      |      |
| Bronzo  | Éva Risztov             | Ungheria      | 8'27"87 | 5      |      |
| 4       | Erika Villaécija García | Spagna        | 8'29"21 | 6      |      |
| 5       | Melanie Costa Schmid    | Spagna        | 8'29"71 | 3      |      |
| 6       | Camelia Potec           | Romania       | 8'37"01 | 7      |      |
| 7       | Julia Hassler           | Liechtenstein | 8'38"18 | 1      |      |
| 8       | Martina De Memme        | Italia        | 8'38"86 | 8      |      |